# Otto Geßler
Otto Geßler, psáno i Gessler, (6. února 1875 – 24. března 1955) byl německý levicově liberální politik v období Výmarské republiky. Před první světovou válkou byl starostou Řezna (1910–1914) a Norimberku (1913–1919). Následně jako člen Německé demokratické strany zasedal v mnoha koaličních vládách jako ministr obrany. Pod jeho dohledem se německý Reichswehr výrazně zmodernizoval i přes úskalí, která kladla Versailleská smlouva. Po druhé světové válce se angažoval v humanitárních organizacích a stal se prezidentem Červeného kříže.

## Mládí
Otto Karl Geßler se narodil 6. února 1875 v Ludwigsburgu v tehdejším Württemberském království, které bylo součástí Německého císařství. Jeho otec, také Otto, byl katolík a pracoval jako poddůstojník v armádě. Matka se jmenovala Karoline, rozená Späthová. Mladý Otto byl jedináček. V roce 1894 složil úspěšně maturitu na humanitním gymnáziu v Dillingenu nad Dunajem. Pokračoval studiem práv na universitách v Erlangenu, Tübingenu a Lipsku, kde získal v roce 1900 doktorát. Jeho disertační práce se jmenovala „Rozpočtový význam vládních výdajů podle bavorského ústavního práva“. Po studiu nastoupil na rok k armádě jako dobrovolník. Po vojenské službě pracoval v Lipsku, ale brzy se přesunul do Bavorska, kde rychle stoupal v rámci místního justiční hierarchie (1903 úředník na ministerstvu spravedlnosti, 1904 prokurátor ve Straubingu, 1905 soudce v Mnichově). V roce 1903 se oženil s Marií Helmschrottovou.

## Politická kariéra

### První politické zkušenosti
Svoji politickou dráhu zahájil v roce 1910 jako starosta Řezna. Služby v armádě během první světové války byl zproštěn kvůli vrozené vadě chůze. Od roku 1913 do konce války zastával funkci starosty Norimberku a díky němu neproběhlo ve městě žádné krvavé levicové povstání, jak tomu bylo v jiných bavorských městech při vzniku Bavorské republiky rad. Po svrhnutí císařství v listopadu 1918 se s Friedrichem Naumannem stal jedním ze zakladatelů nové liberální Německé demokratické strany (německy Deutsche Demokratische Partei, DDP). Strana slavila úspěch v prvních poválečných volbách v lednu 1919 a účastnila se vládní koalice. Geßler byl přesvědčením levicový liberál a monarchista. Republikánské zřízení státu ale nakonec přijal a sám sebe popisoval jako republikánem z rozumu (německy Vernunftsrepublikaner). Poprvé se účastnil vlády jako ministr znovuobnovy v kabinetu kancléře Bauera (říjen 1919 – březen 1920).

### Ministrem obrany
Zlom v jeho kariéře přišel v březnu 1920, kdy vypukl Kappův puč. Povstání se zhroutilo po generální stávce a pučisté po příslibu konání nových voleb dobrovolně složili zbraně. V přechodné vládě Hermanna Müllera nahradil Geßler na pozici ministra obrany Gustava Noskeho, který byl nařčen z nedůsledného postupu vůči pučistům, zatímco levicová povstání (např. Povstání spartakovců) neváhával utopit v krvi. Mnozí Geßlerovo jmenování kritizovali, jelikož nový ministr byl ve vojenských otázkách úplným laikem a ani se přímo neúčastnil války. Geßler ale jako ministr navázal intenzivní spolupráci s náčelníkem štábu Hansem von Seecktem a společně se jim podařilo reorganizovat vojsko a udělat z Reichswehru moderní armádu. Sám svoji roli neviděl ve vedení armády, ale spíše ve spolupráci s hlavním vojenským štábem a tlumočením jeho názorů vládě. Veřejným Gesslerovým cílem byla nestranická a neutrální armáda, ale z Reichswehru se spíše stal stát ve státě, který nebyl plně pod ničí kontrolou. Pozici ministra si udržel téměř osm let, a to i přes velkou nestabilitu vládních kabinetů mladé republiky (za 15 let existence se jich vystřídalo 14).

### Na vrcholu moci

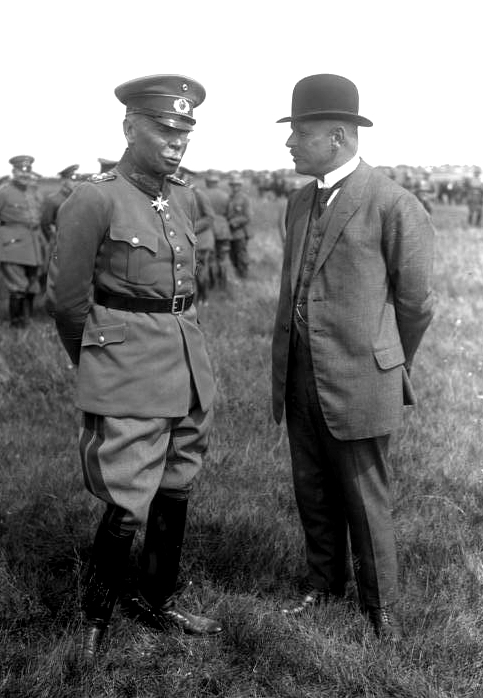
Ministr Geßler s generálem von Seecktem v roce 1926

V letech 1920–1924 zasedal i v Říšském sněmu za DDP. Velké výzvy se dostalo Geßlerovi na podzim 1923. Vláda kancléře Stresemanna ukončila pasivní odpor proti okupaci Porúří. V Bavorsku obecný nesouhlas vyústil do nepokojů, které pravicový politik Gustav von Kahr využil k uchopení moci. Prezident Ebert vyhlásil v Německu výjimečný stav a delegoval výkonnou moc do rukou ministra obrany. Geßler nechal 28. září zakázat noviny Völkischer Beobachter, které pod vedení nacistů rozdmýchávaly protirepublikové nálady. Generálporučík von Lossow ale odmítl jeho přímý rozkaz uposlechnout. Geßler ho zbavil funkce, ale faktický bavorský vládce von Kahr mu opět přidělil velení vojenských jednotek v Bavorsku. Geßler nakonec po odmítnutí vojenské podpory ze strany von Seeckta nesáhl k použití síly a dále v Bavorsku nezasahoval. Na konci října 1923 ale neváhal poslat na 60 tisíc vojáků do Saska, kde se schylovalo ke komunistickému povstání (více: Německý říjen).
Po smrti prezidenta Eberta v roce 1925 vážně uvažoval o kandidatuře na prezidenta jako společný kandidát liberálních stran. Jeho kandidatura byla ale nakonec stažena po zásahu ministra zahraničí Stresemanna, který se obával reakce Francie. Panovaly obavy, že by si mohli Francouzi zvolení Geßlera vyložit jako předání politického vedení země armádě. V říjnu 1926 došlo k napětí mezi Geßlerem a von Seecktem. Generál pozval prince Viléma Pruského, vnuka sesazeného císaře Viléma II., aby se v říšské uniformě účastnil vojenských manévrů, a to bez informování vlády. Republikánský tisk celou záležitost zveřejnil a vyvolal velké pobouření u levicových voličů. Ministr obrany při konzultacích s prezidentem Hindenburgem požádal o von Seecktovu rezignaci, jinak hodlal odstoupit sám. Za ministra se postavila celá vláda, a tak neměl prezident jinou volbu než požádat generála o rezignaci.

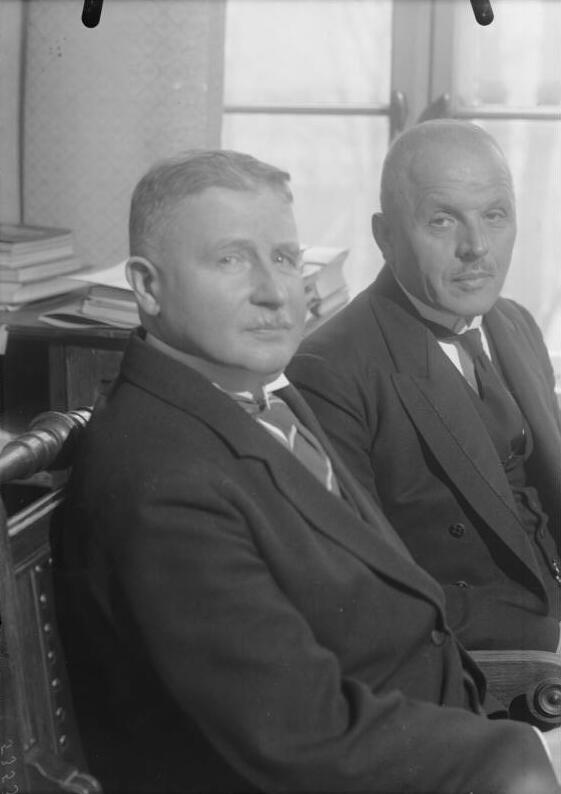
O. Geßler se svým nástupcem W. Groenerem v roce 1928

### Odchod z vlády
Dne 13. květnu 1926 byl prezidentem pověřen dočasným vedením vlády po odstoupení kancléře Luthera. Však jako potenciální nový kancléř byl pro sociální demokraty zcela nepřijatelný, a tak kabinet ještě ten den resignoval. Sám Geßler vystoupil z DDP v prosinci 1926, kdy se strana odmítla účast v pravicovém kabinetu kancléře Marxe. Po odchodu ze strany zůstal ministrem obrany jako nestraník. Ve stejnou dobu zesílily útoky ze strany sociálních demokratů, kteří vyčítali Geßlerovi přimknutí k pravici a napojení na špičky průmyslu. V na konci roku 1927 vypukla tzv. Lohmannova aféra. Vyplavalo napovrch, že námořnictvo disponuje tajnými finančními fondy, které používá na přezbrojení. Vše se dělo bez vědomí vlády a přímo proti zásadám Versailleské smlouvy. Geßler rezignoval 28. ledna 1928 oficiálně ze zdravotních důvodů. Na jeho místo byl dosazen nestraník a bývalý generál Wilhelm Groener, který byl přijatelný jak pro politické strany, tak pro velitele armády.
Díky své neobvykle dobré pověsti na veřejnosti zastával Geßler po odchodu z ministerstva řadu veřejných funkcí. Byl zvolen prezidentem Lidového spolku péče o německé válečné hroby (německy: Volksbund deutscher Kriegsgräberfürsorge), kde působil od prosince 1928 do února 1932. V březnu 1931 se stal prezidentem Lutherovi ligy, která se zasazovala o posílení prezidentských pravomocí na úkor vlády a o územní reorganizaci státu. Mezi lety 1931–1933 byl předsedou Spolku pro Němce v zahraničí (německy: Verein für das Deutschtum im Ausland). Na podzim 1931 se neúspěšně pokusil získat post ministra vnitra v prezidentském kabinetu kancléře Brüninga.

## Nacismus
Po nástupu Hitlera k moci na začátku roku 1933 se Geßler stáhl z politického života do ústraní a přestěhoval se do Lindenbergu na jihu Bavorska. Zpočátku nacistickou politiku schvaloval a byl výrazným příznivcem připojení Rakouska. Během války ale vystřízlivěl a navázal kontakty s disidentem Franzem Sperrem a skupinou protinacistického odboje zvanou Kreisavský kroužek. Byl informován o atentátu na Hitlera. V případě jeho úspěchu se Geßler měl stát součástí stínového kabinetu Ludwiga Becka jako politický zástupce pro vojenské záležitosti v Mnichově. Jeho jméno figurovalo v dokumentech atentátníků, a tak byl dva dny po neúspěšném atentátu zatčen a poslán na sedm měsíců do koncentračního tábora v Ravensbrücku. Propuštěn byl až 24. února 1945. Za odbojáře ale Geßlera považovat nelze, protože se nikdy aktivně neangažoval.

## Po druhé světové válce
Po válce byl osobním proradcem prvního bavorského premiéra Fritze Schäffera. V roce 1949 byl zvolen prezidentem Bavorského červeného kříže a mezi lety 1950–1952 dokonce prezidentem Německého červeného kříže. V letech 1950–1955 zasedal v bavorském senátu jako zástupce humanitárních organizací. Do celoněmeckého dění zasáhl po jmenování do čela komise, která prověřovala možnosti nošení válečných vyznamenání získaných během druhé světové války.
Otto Gessler zemřel 24. března 1955 na následky infarktu a byl pohřben s vojenskými poctami v Lindenbergu. Jeho hrob je k nalezení na místním hřbitově zvaném Aureliusfriedhof.